# Roberto Sierra
Roberto Sierra (* 9. Oktober 1953 in Vega Baja, Puerto Rico) ist ein puerto-ricanischer Komponist.

## Leben
Roberto Sierra studierte am Konservatorium und der Universität von Puerto Rico. Er setzte seine Ausbildung am Royal College of Music in London und dem Instituut voor Sonologie der Rijksuniversiteit Utrecht fort und war von 1979 bis 1982 Schüler von György Ligeti an der Hochschule für Musik in Hamburg.
Nach seiner Rückkehr nach Puerto Rico wurde er Direktor der Abteilung für kulturelle Aktivitäten der Universität und Kanzler der Konservatoriums. 1989 wurde er Composer in Residence des Milwaukee Symphony Orchestra. Seit 1992 unterrichtet er Komposition an der Cornell University.
Bekannt wurde Sierra 1987 durch sein erstes großes Orchesterwerk Júblio, das vom Milwaukee Symphony Orchestra in der Carnegie Hall aufgeführt wurde. 2003 erhielt er den Academie Award für Musik der American Academy of Arts and Letters, 2004 gewann er die Kenneth Davenport Competition mit seiner Ersten Sinfonie.
In der Saison 2004/05 war er Composer in Residence des New Mexico Symphony Orchestra. 2006 wurde seine Missa Latina (Pro Pax) unter Leonard Slatkin im Kennedy Center uraufgeführt. 2010 wurde Sierra in die American Academy of Arts and Sciences gewählt, 2021 in die American Academy of Arts and Letters.

## Werke
- El mensajero de plata, Kammeroper in zwei Akten (Libretto: Myrna Casas), Uraufführung beim Interamerican Festival in San Juan am 9. Oktober 1986
- Júbilo, 1987
- Concierto Caribe für Flöte und Orchester
- Imágenes für Violine, Gitarre und Orchester
- We've Got Rhythm
- Evocaciones, Violinkonzert, 1994
- Saludo
- Ritmo, 1995
- Alegria, (Freude), 1996, Auftragswerk für das Houston Symphony Orchestra
- Concerto for Orchestra
- Concerto for Saxophones
- Fandangos, 2000, Auftragswerk für das National Symphony Orchestra
- Sinfonía No. 1, 2004
- Sinfonía No. 2
- Sinfonía No. 3
- Sinfonía No. 4, Uraufführung durch das Nashville Symphony Orchestra am 1. Oktober 2009
- Fanfarria, aria y movimiento perpetuo
- Double Concerto für Violine und Viola
- Songs from the Diaspora
- Folias, Gitarrenkonzert
- Concierto Barroco für Gitarre und Orchester
- Missa Latina (Pro Pax), 2006
- Dos piezas para orquesta, (Zwei Stücke für Orchester), 2017, Auftragswerk für das Bravo! Vail Musikfestival
- Sinfonietta for String Orchestra, 2020, Angeregt durch den Dirigenten Domingo Hindoyan
- Sinfonía No. 6, 2020–2022, Angeregt durch den Dirigenten Domingo Hindoyan, Gemeinsames Auftragswerk des Royal Liverpool Philharmonic Orchestra, des Polnischen Nationalen Radio-Orchester und des Boston Symphony Orchestra